# Sean Cunningham (cestista)
Sean Kingsley Cunningham (Los Angeles, 20 dicembre 1986) è un ex cestista statunitense naturalizzato olandese.

## Palmarès
- Campionato olandese: 4

Leida: 2012-13
Donar Groningen: 2015-16, 2016-17, 2017-18
- Coppa d'Olanda: 4

Leida: 2012
Donar Groningen: 2015, 2017, 2018
- Supercoppa d'Olanda: 5

Leida: 2011, 2012
Donar Groningen: 2014, 2016, 2018